# Riozinho
Riozinho là một đô thị thuộc bang Rio Grande do Sul, Brasil. Đô thị này có diện tích 239,34 km², dân số năm 2007 là 4422 người, mật độ 18,48 người/km².